# Limnophilomyia (Limnophilomyia) flavidula
Limnophilomyia (Limnophilomyia) flavidula is een tweevleugelige uit de familie steltmuggen (Limoniidae). De soort komt voor in het Afrotropisch gebied.